# Comnens
Els Comnens (grec medieval: Κομνηνός, Komninós; plural: Κομνηνοί, Komniní) foren una il·lustre família romana d'Orient probablement d'origen italià que va emigrar a orient en temps de Constantí el Gran o poc després, i que va governar l'Imperi Romà d'Orient des del 1057 al 1185 i més endavant a través dels Gran Comnè (Μεγαλοκομνηνοί) va fundar i va governar l'Imperi de Trebisonda des del 1204 al 1461. A través dels matrimonis amb altres famílies nobles, sobretot els Ducas, els Àngel i els Paleòleg, el nom dels Comnens apareix en la majoria de les cases nobles més importants de la fase tardana de l'Imperi Romà d'Orient.
Miquel Psel·los diu que la família era originària del poble de Komni, a Tràcia, normalment identificada com els «Camps de Comnè» (Κομνηνῆς λειμῶνας) mencionats al segle xiv per Joan VI Cantacuzè, un punt de vista generalment acceptat pels historiadors moderns. El primer membre conegut de la família, Manuel Eròtic Comnè, va adquirir grans possessions a Castamó, a la Paflagònia, que es va convertir en una fortalesa de la família al segle xi. La família es va associar ràpidament amb la poderosa i prestigiosa aristocràcia militar (dinatoi) de l'Àsia Menor, de manera que malgrat els seus orígens tracis va ser considerada «oriental».
L'estudiós del segle xvii, Charles du Fresne, sieur du Cange, va suggerir que la família descendia d'una família noble romana que va seguir Constantí el Gran fins a Constantinoble, però tot i que aquestes genealogies mítiques eren comunes i es demostren per la Dinastia dels Ducas, estretament relacionada amb ells, l'absència d'aquesta informació a les fonts romanes d'Orient fa bona l'opinió de Du Cange. Els estudiosos moderns consideren que la família era totalment d'origen grec.
Manuel Eròtic Comnè era el pare d'Isaac I Comnè, que va regnar del 1057 al 1059 i l'avi, a través del germà petit d'Isaac, Joan Comnè, d'Aleix I Comnè, que va regnar del 1081 al 1118. Alguns dels descendents d'aquests emperadors van viure a l'estranger, i es van casar amb membres de les famílies reials de Geòrgia, Rússia, França, Pèrsia, Itàlia, Alemanya, Polònia, Bulgària, Hongria i Sèrbia.
En pujar al tron, els Comnens es van casar amb la dinastia dels Ducas. Aleix I es va casar amb Irene Ducena, neta de Constantí X Ducas, que havia succeït a Isaac I el 1059. Un príncep de la família dels Comnens, descendent d'Aleix I, Miquel I Comnè Ducas va fundar l'any 1204 el Despotat de l'Epir, després de la dissolució de l'Imperi Romà d'Orient a causa de la Quarta Croada.
Una branca de la família es va extingir a Roma el 1551; una altra va florir a  Savoia i es va extingir el 1784.
Demetri Stefanopoli fou capità a l'exèrcit francès i de la seva branca existeixen encara descendents que al·leguen el seu origen en Nicèfor, un dels fills del darrer emperador de Trebisonda, David de Trebisonda. El seu nom, Stefanopoli Comnè i parentiu fou reconegut per Lluís XVI en una carta de patent, però els historiadors no ho consideren un origen autèntic.
La família va donar sis emperadors romans d'Orient:
- 1057-1059 Isaac I Comnè
- 1081-1118 Aleix I Comnè
- 1118-1143 Joan II Comnè (Calo Joannes)
- 1143-1180 Manuel I Comnè
- 1180-1183 Aleix II Comnè
- 1183-1185 Andrònic I Comnè

Andrònic I va ser destronat per Isaac II Àngel, parent d'Aleix I Comnè, ja que la seva mare era la germana d'Aleix I.
Tots els emperadors de Trebisonda pertanyeren també a aquesta família.